# 1340 هـ
1340 هـ هي سنة في التقويم الهجري امتدت مقابلةً في التقويم الميلادي بين سنتي 1921 و1922.

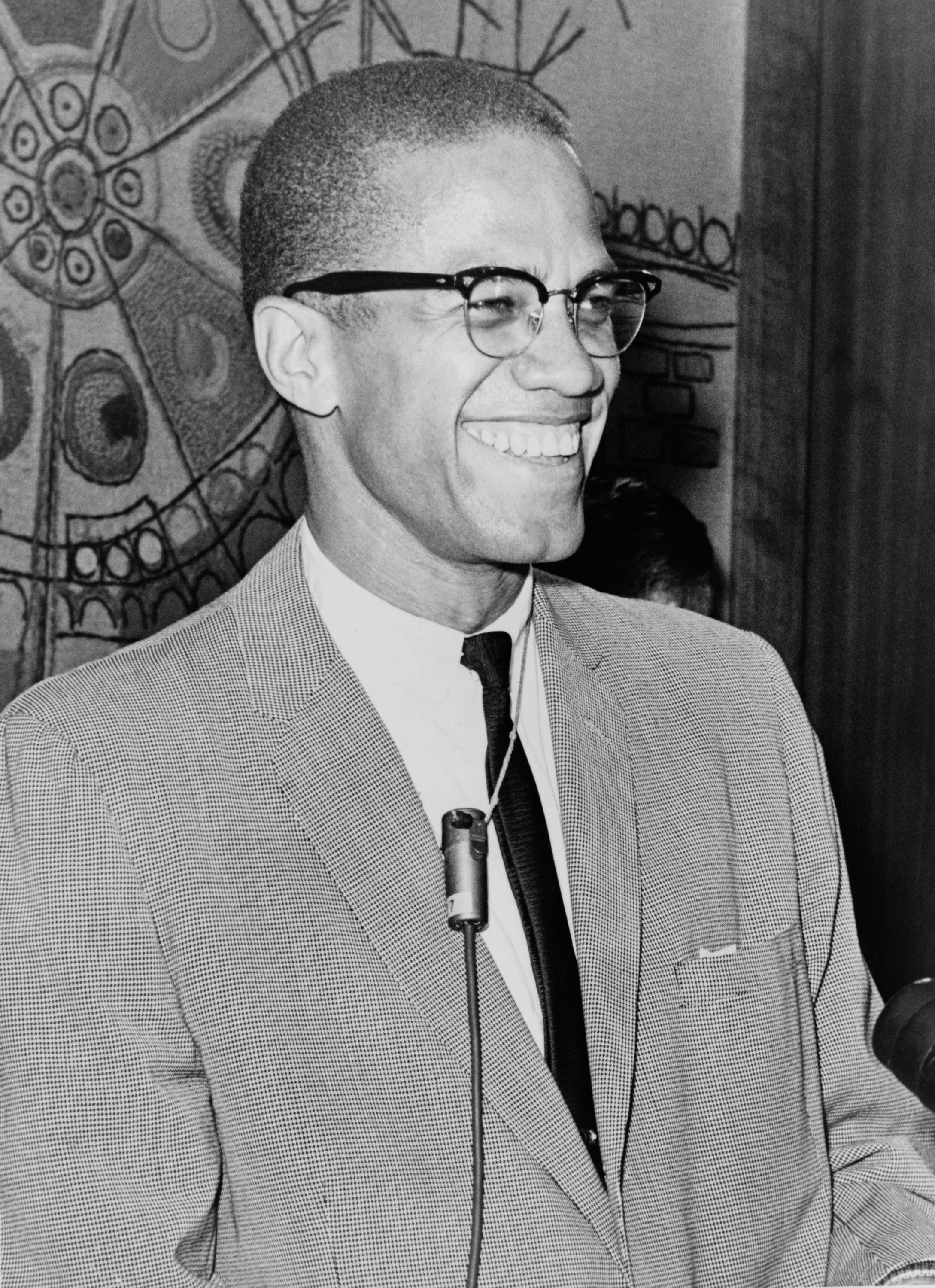
مالكوم إكس

## أحداث
- وفاة الشيخ سالم المبارك الصباح إثر نوبة قلبية.
- مبايعة شعب الكويت الشيخ أحمد الجابر الصباح أميرا شرعيا على الكويت.
- اختيار العائلة المالكة الشيخ عبد الله السالم الصباح وليا لعهد دولة الكويت.
- الصلاة على الشيخ سالم المبارك الصباح.
- 7من الحكام العرب يتقدمون للعزاء على وفاة الشيخ سالم المبارك الصباح.
- سقوط دولة آل رشيد.
- الشيخ أحمد الجابر الصباح يقوم بزيارة للبحرين والرياض، ويلتقي بجلالة حاكم البحرين الشيخ عيسى بن علي آل خليفة وجلالة الملك عبد العزيز.
- سمو الأمير سعود مع سمو الأمير فيصل يقومان بضم الحدود الشمالية للمملكة.
- تأسيس المجلس الإسلامي الأعلى في فلسطين المنتدبة.

## مواليد
- مالكوم إكس
- فهد بن عبد العزيز آل سعود ملك المملكة العربية السعودية الخامس.
- أحمد الناصر الشايع
- إسماعيل بن محمد الأنصاري
- حسن العشماوي
- ذو النون الشهاب
- شاكر الفحام
- شكري محمد عياد
- عبد الله بن فهد الثنيان
- فريد جبر
- محمد الحبيب بلخوجة
- محمد الهدار
- محمد بن إسماعيل العمراني
- محمد ناظم الحقاني
- محمود سعيد (سياسي)
- ناصر بن حمد الراشد

## وفيات
- سالم المبارك الصباح.
- علي علاء الدين الألوسي، عالِم وفقيه وواعظ وخطاط عراقي.